# Shigeo Kageyama
Shigeo Kageyama (影山茂夫?, Kageyama Shigeo), soprannominato Mob (モブ?, Mobu), è un personaggio immaginario ideato da One e il protagonista della serie manga Mob Psycho 100. Sebbene appaia come una persona poco appariscente, è in realtà un potente esper con un immenso potere psichico. Per evitare di perdere il controllo su questo potere, vive costantemente una vita sotto una rigida repressione emotiva. Per imparare a gestire le sue abilità, Mob lavora come assistente del truffatore Reigen Arataka, un autoproclamato medium spiritico. Mob desidera vivere una vita normale, proprio come le persone che lo circondano, ma una serie di guai continua a perseguitarlo. Con le sue emozioni represse che crescono dentro di lui poco a poco, il suo potere minaccia di superare ogni limite quando alla fine incontra altri esper, come l’organizzazione Artiglio.
Il personaggio è doppiato da Setsuo Ito nella versione giapponese e da Mosè Singh in quella italiana. Nell’adattamento live-action della serie, è interpretato da Tatsuomi Hamada. La risposta della critica al personaggio è stata generalmente positiva, per aver rappresentato un protagonista di anime non convenzionale, a causa del suo rifiuto dei poteri soprannaturali e del desiderio di concentrarsi su altri aspetti della sua vita per diventare popolare. Nonostante questo atteggiamento, Mob è stato elogiato per la sua dinamica con il mentore Reigen e per il modo in cui si ritrova spesso coinvolto in scene di combattimento o di commedia interessanti.

## Concezione e sviluppo
Mob fu ideato dal mangaka One come contrasto con Saitama, protagonista del suo precedente lavoro One-Punch Man. A differenza di Saitama, Mob è debole e delicato. Di conseguenza, è supportato dagli altri personaggi principali della serie. Mob venne scritto per apparire come una brava persona, adatta a essere un protagonista ideale: invece di fuggire da situazioni o persone spaventose, affronta la sua nemesi fino a risultare eroico. Tuttavia, Mob è "destinato a sembrare un po’ scostante o nerd". Quando lo studio Bones annunciò l’adattamento del manga, One richiese che la caratterizzazione di Mob fosse fedele all’opera originale. Secondo Comic Book Resources, One dichiarò che Mob è basato su sé stesso da giovane, poiché durante il periodo scolastico esprimeva a malapena il desiderio di diventare un artista di manga.
Il regista Yuzuru Tachikawa affermò che Mob possiede tratti realistici per un protagonista di anime, poiché il suo obiettivo principale è diventare uno studente popolare. Anche il regista si è identificato con Mob per la sua bassa autostima, che gli impedisce di esprimersi correttamente. Per l’adattamento animato, lo staff volle concentrarsi attentamente sul personaggio di Mob e sul modo in cui, gradualmente, inizia a fare maggior affidamento sui suoi poteri per difendersi. La seconda stagione venne sviluppata con l’obiettivo di mostrare Mob di fronte a entità ancora più soprannaturali. Tachikawa sottolineò come sia unico il modo in cui Mob rifiuti i suoi poteri paranormali. In risposta, One spiegò che il concetto alla base della serie nasce dalla gentilezza e dalle connessioni umane di Mob. Quando la serie prese la forma di un'opera d'azione, One introdusse i poteri di Mob nei capitoli slice of life. Tuttavia, la gentilezza del protagonista rimase intatta, come dimostrano i cambiamenti di personalità di Ekubo dopo l’incontro con lui.

### Doppiaggio
Mob è doppiato in giapponese da Setsuo Itō. Il doppiatore raccontò di essere stato molto nervoso durante la registrazione del primo episodio della prima stagione, al punto da aver dormito a malapena la notte precedente. Durante le audizioni, Itō rimase sorpreso dagli altri doppiatori coinvolti nella serie, che lo sostenevano costantemente. Tuttavia, non riuscì a sentirsi pienamente a suo agio fino all’ottavo episodio della prima stagione. Itō dichiarò di essere felice che Reigen fosse doppiato da Takahiro Sakurai, che ammirava fin da giovane, trovando dei parallelismi tra la loro relazione professionale e quella dei due personaggi. One si disse soddisfatto dell’interpretazione di Itō, ritenendola adatta alla personalità di Mob.
Secondo Itō, la crescita di Mob è graduale: un esempio è quando si unisce al club di body building e inizia ad allenarsi. Questo è solo uno dei modi in cui l’evoluzione del personaggio viene mostrata sullo schermo nel tempo, ed è un aspetto che ha attratto il doppiatore. Poiché interpretò Mob anche nelle versioni teatrali, i sentimenti di Itō verso il personaggio rimasero simili, anche se con un’atmosfera diversa, dovuta al passaggio dal doppiaggio anime alla recitazione teatrale. Anche la sensazione di essere sul palco, davanti a un pubblico, rappresentò una novità. Quando arrivò il via libera per la terza stagione, Itō si disse felice del lavoro svolto, sentendosi più sicuro di sé rispetto agli anni precedenti e affermando di aver imparato ad apprezzare maggiormente Mob e il suo rapporto con Reigen.
Per il doppiaggio italiano, Mob è stato doppiato da Mosè Singh. Nella commedia teatrale, Mob è ancora interpretato da Itō, mentre Tatsuomi Hamada interpreta il personaggio nella serie live action.

## Biografia del personaggio
Mob è un esper di ottavo grado con potenti abilità psichiche. La sua acconciatura a scodella è la sua caratteristica fisica distintiva. Non è bravo a leggere l'atmosfera e, fin dall'infanzia, raramente ha provato o mostrato emozioni intense, in genere con un'espressione spenta sul viso. Pensa che il suo potere non sia necessario nella sua vita, quindi evita di usarlo. Sopprime le sue emozioni per mantenere il controllo del suo potere, ma quando la percentuale dei suoi sentimenti accumulati raggiunge il 100, viene sopraffatto dall'emozione più forte che sta provando e scatena tutta la portata dei suoi poteri. Lavora presso il consiglio degli spiriti di Reigen per 300 yen all'ora. Dopo essere stato implorato di unirsi al Club della Telepatia per impedirne lo scioglimento, scelse invece di unirsi al Club di Miglioramento del Corpo sperando non solo di impressionare il suo amore segreto, Tsubomi, ma anche di migliorare se stesso come persona. È accreditato come urabanchō della Salt Middle School (裏番長 è approssimativamente tradotto come "capo della banda della scuola segreta") noto come White T Poison, ma questo rimane sconosciuto a molti, incluso lui stesso. Mob possiede anche un potere sconosciuto che supera di gran lunga anche l'altezza delle sue capacità, ma è incontrollabile e si risveglia solo quando è incosciente, ed è chiamato ??? %.
Durante la narrazione, Mob incontra gli artigli, un'organizzazione criminale composta da molti altri Esper, che raduna altri con poteri psichici per il loro piano per ottenere il dominio del mondo. Il leader del gruppo Touichirou Suzuki con i loro migliori agenti combattono Mob e i suoi amici. Mentre Teru e Ritsu combattono contro gli artigli, Mob usa i suoi poteri psichici o per salvare i suoi amici o per scappare come consigliato da Reigen. Reigen alla fine lo calma e assorbe accidentalmente i suoi poteri per prendere il controllo della lotta contro gli artigli.
Mob, mostrando la sua gentilezza a Toichiro, reindirizza il potere nel suo corpo, provocando un'esplosione apparentemente più piccola che mantiene la città al sicuro. In seguito, Toichiro ammette il suo errore e si lascia prendere in custodia, dopo essersi scusato con Sho. In televisione, viene mostrato che l'apparente enorme esplosione ha in realtà causato l'improvvisa crescita del seme di broccoli che Mob teneva nel taschino della camicia, formando l'Albero Divino.
Il potere dell'albero di broccoli viene assorbito da Dimple per esaudire il suo desiderio di diventare un dio. Avendo sentito parlare di questo, Mob convince Dimple a smettere con quello che sta facendo, e si astiene dall'usare i suoi poteri psichici durante il loro discorso. Dopo aver appreso che Tsubomi avrebbe lasciato la scuola, Mob decide di confessarle il suo amore, ma quasi muore lungo la strada in un incidente. Ciò provoca il ritorno di ??? % che inizia a distruggere la città. Mentre i suoi amici non riescono a salvare, la coscienza di Mob riesce a mettersi in contatto con ??? % che si rivela come le emozioni represse. Come??? % rivela che ha paura di affrontare Reigen poiché sa che li sta usando solo per il suo vantaggio personale, Mob si confronta con Reigen. Reigen confessa a Mob di averlo usato, ma crede ancora che nessuno di loro sia speciale solo per avere abilità diverse. Questo fa sì che Mob accetti se stesso e assorba con ??? % Dopo aver recuperato la sua persona, Mob confessa i suoi sentimenti a Tsubomi ma viene respinto. Nel finale della serie, Shigeo diventa vicepresidente del Body Improvement Club, dove accoglie per la prima volta i nuovi studenti. Poi, cammina con Ritsu e Teruki alla festa di compleanno di Reigen, dimostrando che ora ha il controllo delle sue emozioni e dei suoi poteri.

### Animazioni video originali
Nel primo video di animazione originale di Mob Psycho 100, Mob e il suo amico aiutano Reigen a scrivere un libro che racconta la sua vita e i suoi presunti successi. Nonostante la sua campagna di crowdfunding riceva solo 2.500 yen (donati dallo stesso Reigen), quest'ultimo usa i soldi per offrire a Mob una ciotola di ramen.
Nella seconda animazione video originale, Mob si unisce ai suoi amici per aiutare Reigen in un incarico presso delle sorgenti termali. Il proprietario delle terme li incoraggia a rilassarsi per la giornata, ma presto scoprono l’esistenza dello spirito Ihoben, noto per bloccare l’ingresso a un mondo parallelo nel quale si trovano intrappolati. Reigen cerca disperatamente di scoprire cosa si cela nell’altra dimensione, ma rimane bloccato in un ciclo infinito su un treno, mentre Serizawa scopre di poter viaggiare liberamente tra i due mondi. Dopo essere rimasto isolato sul treno per molti giorni (corrispondenti a poche ore nella realtà), Reigen comprende cosa sta facendo Serizawa e lo convince a portare Mob e gli altri a salvarlo.

## Accoglienza

### Popolarità
Il personaggio di Mob ha riscosso grande popolarità. Otakuzine Anime Magazine lo ha incluso tra i migliori esorcisti della storia degli anime, evidenziando come i suoi poteri contrastino con la sua personalità mite. Nel 2020, nel Gin-Iro-Neko Salon Tea a Ginza,è stato servito tè con l'immagine di Mob. Comic Book Resources lo ha elencato tra i migliori sensitivi degli anime, sottolineando il potenziale dei suoi poteri.
Alla prima edizione degli Anime Awards di Crunchyroll, la battaglia tra Mob e Koyama ha vinto il premio per "Migliore Scena di Combattimento" e Mob è stato nominato nella categoria "Eroe dell’Anno". Alla quarta edizione del 2020, Mob e il suo doppiatore inglese Kyle McCarley sono stati nominati rispettivamente nelle categorie "Best Boy" e "Best Voice Artist Performance (inglese)". All’ottava edizione del 2024, Mob è stato nominato come "Miglior Personaggio Principale".

### Critica
Mob ha ricevuto risposte generalmente positive da parte della critica. Daniel Kurland di Den of Geek ha osservato che, pur potendo sembrare un tipico protagonista dotato di poteri, Mob sovverte le aspettative, preferendo migliorare fisicamente e diventare più popolare invece di affidarsi esclusivamente ai suoi poteri. Il suo cambiamento emotivo nel corso delle esperienze è stato notato come uno degli elementi che lo distinguono, e la sua relazione con il mentore Reigen è stata descritta come un contrappunto interessante.
Le scene di combattimento del manga sono già ben coreografate, ma l’anime le ha ulteriormente migliorate grazie alla regia e all’animazione. Lauren Orsini ha elogiato la narrazione formativa di Mob. Anime News Network ha lodato le interpretazioni vocali di Setsuo Itō e Kyle McCarley per aver conferito una caratterizzazione personale e coerente al personaggio. Anche Manga.Tokyo ha apprezzato il lavoro di Itō, notando con sorpresa la scelta dello studio Bones di affidare il ruolo principale a un attore relativamente nuovo rispetto al resto del cast.
I recensori hanno evidenziato anche la relazione tra Mob e Reigen. Otaku USA ha apprezzato i poteri di Mob e lo sviluppo narrativo costruito attorno a ogni suo incontro. Lo stesso sito ha posto in contrasto Mob con Saitama, notando che mentre l'umorismo in One-Punch Man deriva principalmente dalla forza assurda di Saitama, in Mob Psycho 100 è la vita sociale di Mob a generare situazioni comiche, spesso bilanciate dalle eccentricità di Reigen. Espinof ha trovato Mob facilmente simpatico per il modo in cui affronta i casi comici con Reigen e per la sua maturazione episodio dopo episodio. Anche le sue scene di combattimento sono state lodate per la regia dell’animazione a cura di Bones.
Anime UK News ha sottolineato le differenze tra Mob e Saitama nonostante la somiglianza nel design, osservando che i due protagonisti usano i loro poteri in modi molto diversi. Tuttavia, ha anche notato che il cast di supporto, in particolare Reigen, risulta talvolta più interessante di Mob stesso. Nonostante ciò, la serie è stata elogiata per la rappresentazione del legame premuroso e sincero tra Mob e Reigen.
Diversi critici hanno inoltre sottolineato la crescita personale di Mob. Otaku USA ha scritto che il personaggio trasmette varie lezioni, come l'importanza di affrontare le proprie emozioni e valorizzare sé stessi. Anime News Network ha lodato l'evoluzione di Mob nella seconda stagione. Alla fine della seconda stagione, IGN ha apprezzato come ogni arco narrativo abbia sviluppato la personalità di Mob attraverso l’uso dei suoi poteri, culminando in una terza stagione che inizia con un tono comico incentrato sulla sua incertezza sul futuro. IGN ha descritto questa dinamica come una riflessione divertente e significativa sulla crisi d'identità adolescenziale. Comic Book Resources ha trovato particolarmente interessante la trama della terza stagione, nella quale Mob pensa solo ad aiutare la sua scuola, mentre Reigen e gli altri affrontano gli spiriti.

## Influenza culturale
Nel settembre 2020, la serie è diventata virale quando Eric Trump, figlio dell’allora (e futuro) presidente Donald Trump, ha pubblicato un tweet che collegava Mob Psycho 100 alle accuse di censura da parte di Google. Il tweet faceva riferimento al fatto che cercando la parola “mob” su Google appariva l’immagine di Mob Kageyama, invece che il significato comune del termine come “folla”.